# Elsa Girardot
Elsa Girardot (Dijon, 21 de febrero de 1973-Dijon, 22 de octubre de 2017) fue una deportista francesa que compitió en esgrima, especialista en la modalidad de espada. Ganó una medalla de bronce en el Campeonato Mundial de Esgrima de 1997, en la prueba por equipos.

## Palmarés internacional
| Campeonato Mundial | Campeonato Mundial          | Campeonato Mundial | Campeonato Mundial |
| Año                | Lugar                       | Medalla            | Prueba             |
| ------------------ | --------------------------- | ------------------ | ------------------ |
| 1997               | Ciudad del Cabo (Sudáfrica) | Medalla de bronce  | Espada por equipos |